# Jamaicauggla
Jamaicauggla (Asio grammicus) är en fågel i familjen ugglor inom ordningen ugglefåglar.

## Utbredning och systematik
Fågeln är endemisk för skogsområden på Jamaica och dess habitat är skogsområden. Den behandlas som monotypisk, det vill säga att den inte delas in i några underarter.

### Släktestillhörighet
Jamaicaugglan placeras traditionellt i släktet Pseudoscops, antingen som egen art eller tidigare även tillsammans med strimmig hornuggla. Genetiska studier från 2020 visar dock att de båda är en del av släktet Asio, alltså nära släkt med arter som jorduggla och hornuggla, och författarna till studien rekommenderar att den förs dit. Sedan 2021 följer både tongivande International Ornithological Congress och eBird/Clements dessa rekommendationer.

## Status
Trots det begränsade utbredningsområdet och det faktum att den minskar i antal anses beståndet vara livskraftigt av internationella naturvårdsunionen IUCN. 